# Cyclopoma
Cyclopoma è un genere di pesci ossei estinto, appartenente ai perciformi. Visse nell'Eocene inferiore - medio (circa 55 - 50 milioni di anni fa) e i suoi resti fossili sono stati ritrovati in Europa e in Nordamerica.

## Descrizione
Questo animale doveva essere molto simile agli attuali persici africani del genere Lates, e come questi possedeva un corpo piuttosto allungato, che poteva raggiungere i 20-30 centimetri di lunghezza. La testa aveva un profilo quasi tondeggiante, e le orbite erano quasi circolari. La pinna dorsale era divisa in due parti: quella posteriore aveva un profilo arrotondato posteriormente, come anche la pinna anale e quella caudale. Le fauci erano armate di piccoli denti conici aguzzi, disposti su premascellare e dentale. Le squame erano dentellate (ctenoidi), mentre il preopercolo era di grandi dimensioni e fornito di spine nella parte inferiore.

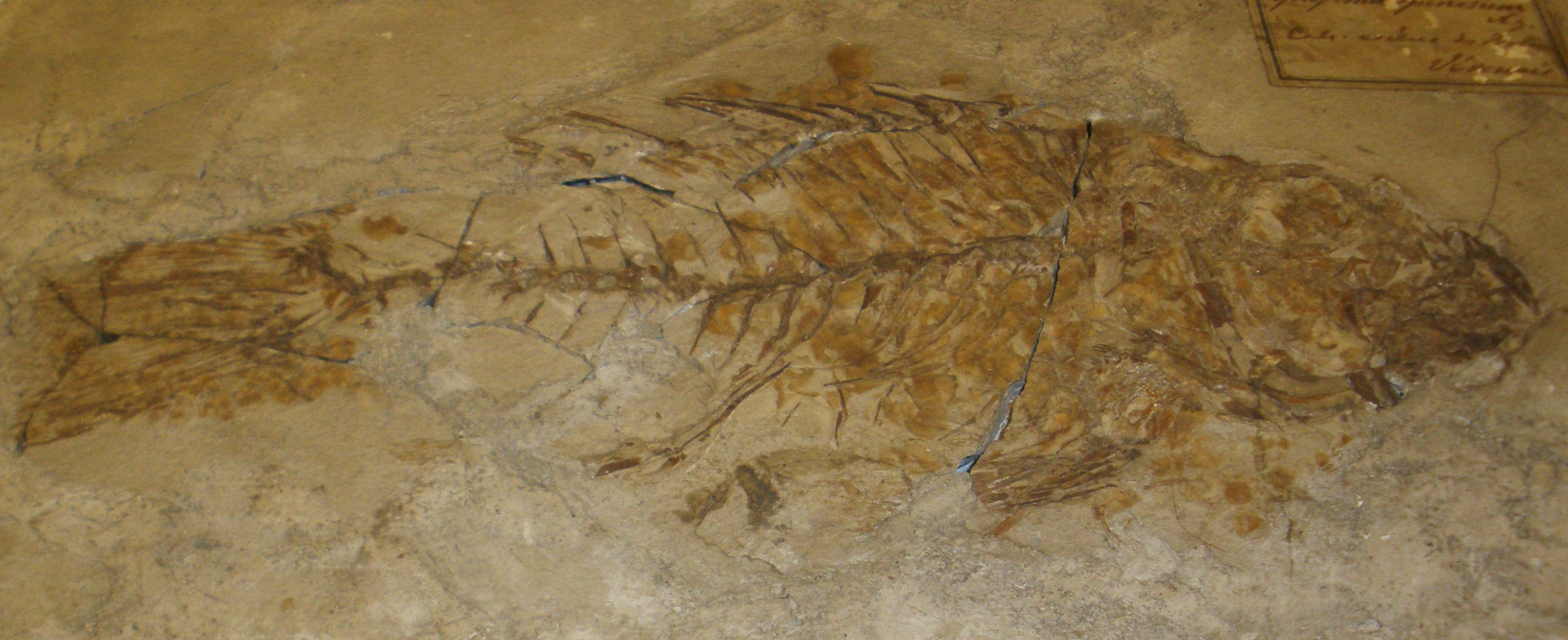
Fossile di Cyclopoma spinosum

## Classificazione
Il genere Cyclopoma venne descritto per la prima volta da Louis Agassiz nella sua monumentale opera Recherches sur les poissons fossiles nel 1833. I fossili migliori provengono dal ben noto giacimento di Monte Bolca (Veneto, Italia), dove sono state ritrovate le specie Cyclopoma gigas e C. spinosum. Altri fossili sono stati scoperti in Virginia (Weems, 1999), e sono stati classificati come C. folmeri. Altri fossili ascritti al genere Cyclopoma sono stati ritrovati in Francia e nell'Appennino campano.
Cyclopoma fa parte dei percoidei, ed è probabilmente vicino alle famiglie dei centropomidi, dei latidi e dei serranidi, pesci predatori attualmente ben rappresentati e abitanti delle zone costiere. I generi più strettamente imparentati sono Eolates, Lates e Dules.

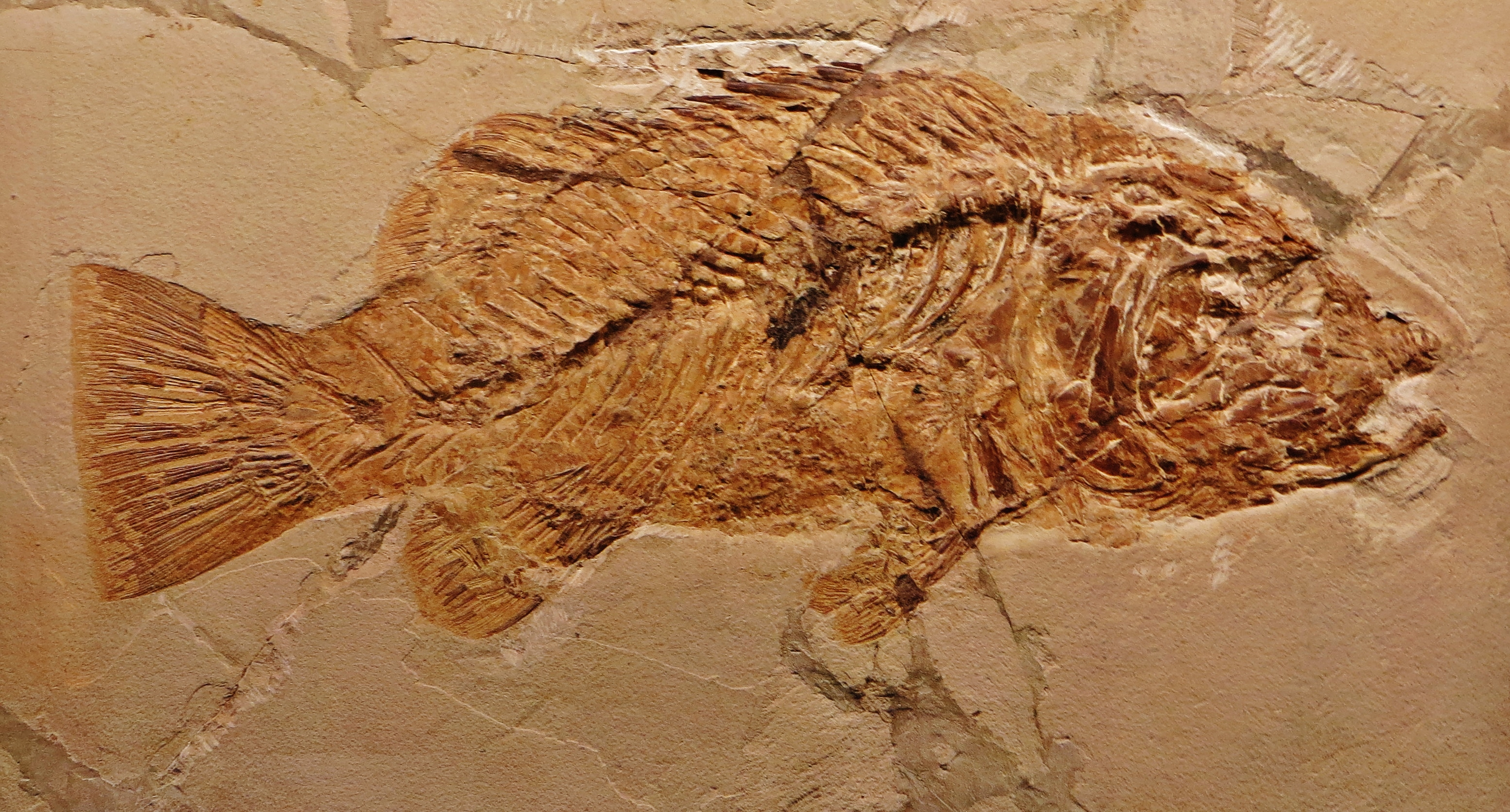
Fossile di Cyclopoma gigas

## Paleoecologia
Come i generi di serranidi attuali, anche Cyclopoma era in grado di muoversi tra ambienti di diversa salinità (eurialinità), ed era quindi un pesce diffuso lungo le coste marine, lagune costiere, estuari.